# Нація чорноногих
48°39′31″ пн. ш. 112°52′18″ зх. д. / 48.658611111111° пн. ш. 112.87166666667° зх. д.

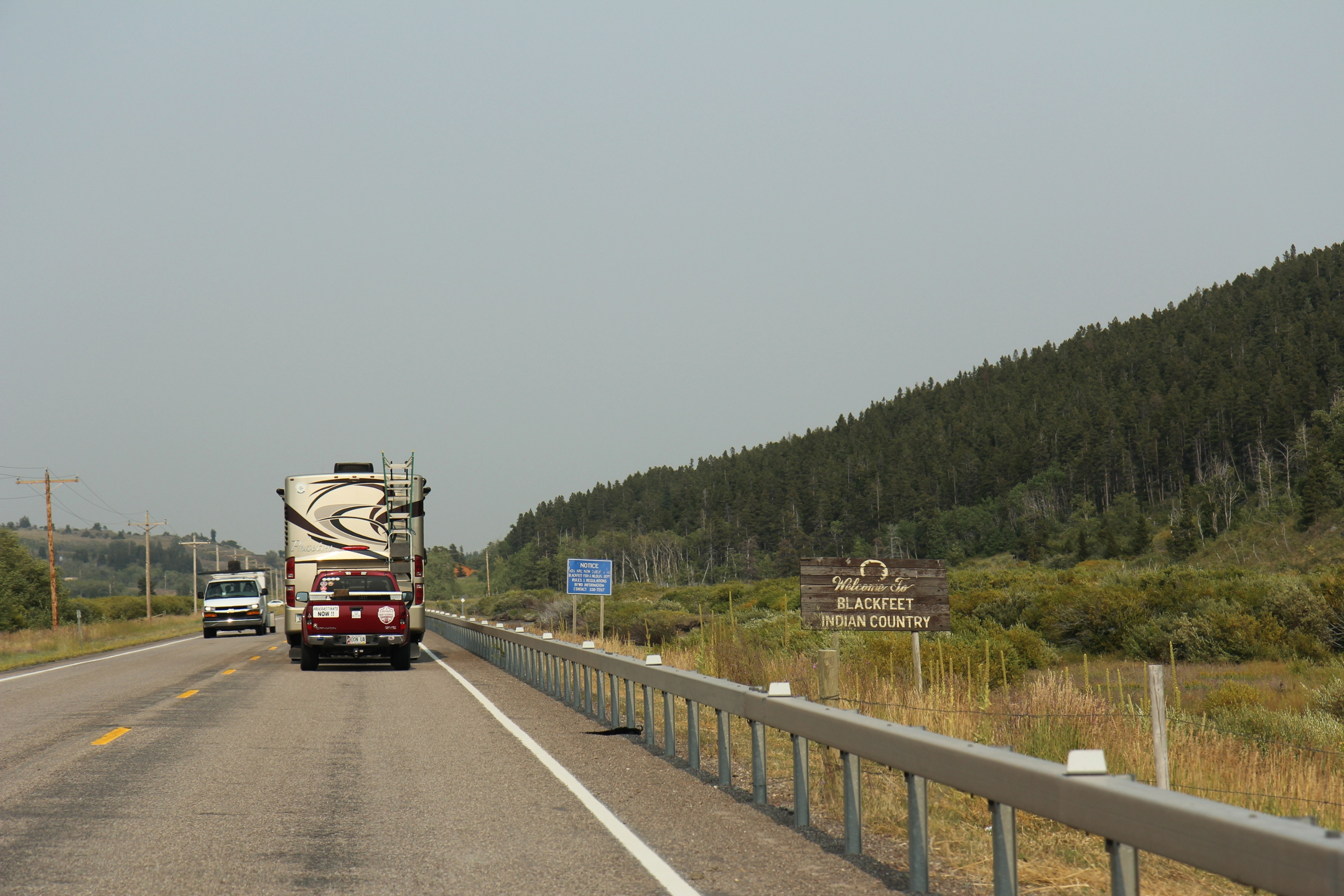
В'їзд на резервацію US Route 2

Нація чорноногих (Blackfoot, Pikuni), офіційна назва племені чорноногих з індіанської резервації чорноногих штату Монтана є федерально визнаним племенем народу Сіксікайцітапі з індіанської резервації в Монтані. Члени племені в основному належать до групи чорноногих Піганів (Ampskapi Piikani) більшої Конфедерації чорноногих, яка охоплює Канаду та Сполучені Штати.
Чорноногі індіанська резервація розташована на схід від національного парку Глейшер і межує з канадською провінцією Альберта. Кат-Бенк-Крік і Берч-Крік є частиною його східного та південного кордонів. Резервація містить 3000 квадратних миль (7800 км2), удвічі більший за національний парк і більший за штат Делавер. Він розташований у частинах округів Глейшер і Пондера.

## Історія
Чорноногі оселилися в регіоні навколо Монтани на початку 17 століття. Раніше вони проживали в лісових районах на північ і захід від Великих озер. Тиск британських торговців у затоці Джеймс (сучасна Канада) на племена, що розмовляли алгонкінською мовою, змусив чорноногих переселитися на Північні рівнини. Згодом вони придбали вогнепальну зброю та коней, що дозволило їм стати яскравим прикладом класичної індіанської культури рівнин. Вони стали могутньою силою, контролюючи територію від сучасного Едмонтона (провінція Альберта) майже до Єллоустонського національного парку, а також від Льодовикового парку до Блек-Хіллс у Південній Дакоті. Територія Борсук-Два Медісін (Badger-Two Medicine) є значним священним місцем для племені.
Наприкінці 19-го століття на територію Чорноногих вторглися європейські поселенці американці та канадці, і різні гілки народу були змушені поступитися землями та зрештою переїхати до менших індіанських резервацій у Сполучених Штатах і заповідників у Канаді. Поряд із резервацією, створеною згідно з Договором 1896 року, розташовані дві федерально контрольовані території: Національний ліс Льюїса і Кларка, створений у 1896 році, який містить територію «Борсук-Два Медісін» площею 200 квадратних миль (520 км2); і Національний парк Глейшер, обидва частини колишньої території племінної нації. Територія Борсук-Два Медісін є священною для чорноногих людей. Цю священну частину фронту Скелястих гір було виключено з земель Чорноногих згідно з Договором 1896 року, але вони залишили за собою право доступу, полювання та риболовлі. З початку 1980-х років, коли Бюро землеустрою схвалило оренду прав на буріння без консультації з племенем, чорноногі працювали над захистом цієї священної території, де вони практикували свої традиційні релігійні ритуали.
У 1990-х роках федеральний уряд Сполучених Штатів призупинив будь-яку орендну діяльність для буріння в цьому районі, а у 2007 році адміністрація Буша ввела постійний мораторій на видачу нових дозволів. Багато орендарів уже відмовилися від договорів оренди, і в листопаді 2016 року Міністерство внутрішніх справ оголосило про скасування 15 договорів оренди прав на буріння, якими володіє Devon Energy Corporation у районі «Борсук-Два Медісін». Чорноногі задокументували, що ця територія не була «пустелею», як було названо комплекс дикої природи Боба Маршалла в 1964 році, а «людським ландшафтом», сформованим і невід'ємною частиною їхньої культури.

## Демографія

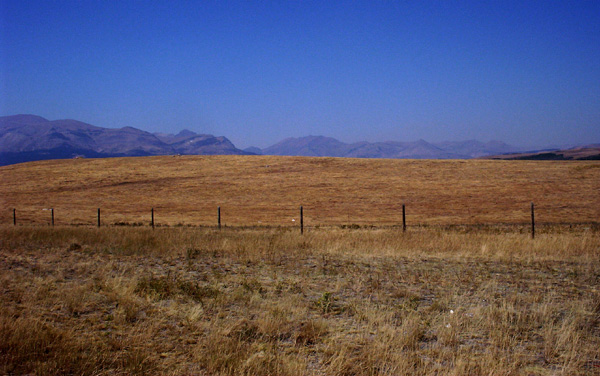
Індіанська резервація з видом на гори Національного парку Глейшер

За даними перепису 2010 року, на території резервації проживало 10 405 осіб. Щільність населення становить 3,47 особи на квадратну милю (1,34 особи/км2).
Нація Чорноногих налічує 16 500 членів. Основною громадою є Браунінг, штат Монтана, де перебуває племінний уряд. Інші міста обслуговують туристичну економіку вздовж краю парку: Сент-Мері та Іст-Глейшер-Парк-Віллідж, де є пасажирська станція Amtrak та історичний Ґлейшер-Парк-Лодж. Невеликі громади включають Бабб, Гарт-Бютт, Старр-Скул та інші.

## Культура
Плем'я має усну історію, яка триває 10 000 років у цьому регіоні, і розповідає про священну природу їхнього центрального місця, району Борсук-Два Медісін, відомого як місце їх створення та походження.
Країна відзначає Дні індіанців Північної Америки, щорічний фестиваль, який проводиться на території пау-вау біля Музею рівнинних індіанців у Браунінгу. До східного краю резервації прилягає місто Кат-Бенк.

## Уряд

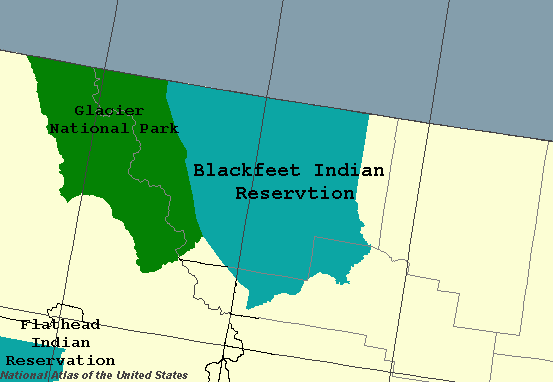
Взаємозв'язок національного парку і заповідника

Нація Чорноногих керує суверенним урядом у резервації через обрану Племінну ділову раду. Протягом багатьох років раду очолював граф Олд Персон. Старий Персон також був почесним вождем племені. Він надає більшість послуг, включаючи суди, допомогу дітям, допомогу в працевлаштуванні, управління дикою природою, охорону здоров'я, освіту, управління землею та послуги для старших, а також збір сміття та системи водопостачання. Вони працювали з федеральним Бюро у справах індіанців, щоб замінити місцеву поліцію на федеральних у 2003 році через проблеми в місцевих силах.

Плем'я орендує частину своєї общинної землі для будинків, ферм, випасу та комерційного використання. Вони пропонують оренду членам племені перед тими, хто не є членами племені. Плем'я має право першої відмови; уся приватна земля, що пропонується для продажу в межах резервації, повинна бути спочатку запропонована племені. Якщо вони відмовляються купувати його, вони надають відмову, дозволяючи купувати немісцевими сторонами.